# Poženik
Poženik este o localitate din comuna Cerklje na Gorenjskem, Slovenia, cu o populație de 191 de locuitori.